# آبچلیک تک‌زی
آبچلیک تک‌زی (نام علمی: Tringa solitaria) یکی از گونه‌های آبچلیک است. این پرنده درشت‌تر و چاق‌تر از آبچلیک خالدار و آبچلیک آوازخوان است و به‌هنگام پرواز، به‌واسطهٔ سیاهی زیر بال‌هایش به آسانی از آبچلیک خالدار که زیر بال‌هایش سفید مایل به نخودی است تشخیص داده می‌شود. سطح پشتی پرنده تقریباً سیاه‌رنگ است که تضاد شدیدی با سفیدی درخشان دمگاه، قسمت عمده دم و سطح شکمی دارد. گردن و سینهٔ آبچلیک تک‌زی، به‌ویژه در طرفین، دارای رگه‌رگه‌های قهوه‌ای مایل به خاکستری است و دمش در انتها دارای راه‌راه عرضی سیاه می‌باشد.
این پرنده خط بالی ندارد. پرهای پشت آن در تابستان دارای خال‌های نخودی مایل به سفیدی می‌شود که البته از خال‌های آبچلیک خالدار کمتر است، مگر آنکه پرنده نابالغ باشد که دراین‌صورت تعداد خال‌هایش بیشتر خواهد بود. این خال‌ها در زمستان چندان واضح نیستند.
پاهای پرنده به رنگ سبز است و اندازه‌اش در زمان پرواز از حد دم بیشتر نمی‌شود. آبچلیک تک‌زی همان‌گونه که از نامش برمی‌آید، پرنده‌ای تک‌زی است و بیشتر اوقات خود را از دیده پنهان می‌سازد. این پرنده آشیانهٔ خود را در نزدیکی درختان پیر ساخته و در آن بین ۲ تا ۴ تخم می‌گذارد. این تخم‌ها پس از ۳ هفته مراقبت به جوجه تبدیل می‌شوند.